# 貞方邦介
貞方 邦介（さだかた くにすけ、1967年12月20日- ）は日本の実業家、起業家。ホテル、飲食店など10店舗以上を経営するアルカサバの代表取締役社長。福岡県久留米市出身。くるめふるさと大使を務める。

## 経歴
小学生の頃、スーパーカーブームでフェラーリに憧れたのが、社長を志したきっかけ。 20代でフェラーリを手に入れ、30歳で豪邸を建て、40歳でホテルオーナーになるのを夢見て福岡から単身上京し、國學院大学に入学。 家賃6万円のアパートに住み、大学生向けのパーティーイベントを催す学生サークルを立ち上げる。 そして、コネも資金も無い22歳の大学在学中に学生向けの広告代理店を設立。 ところが2年後、仲間はみんな卒業し、借りていた広尾のオフィスをたたみ、住居兼事務所にて一人で再出発。 もう一度イベント業に立ち返ろうと決意し、当時まだ珍しい存在だった、ねるとんパーティーをいち早く主催し、一人で会社経営を続けた。26歳の時に安い費用で開店可能な3坪のたこ焼き店「ぽるぽ亭」をオープンさせ、 自らたこ焼きを焼き、月商170万円を売上げる。
その資金を基にオープンカフェの先駆けとなる「ムーンチャイルド」をオープン。夜お茶ブームをつくり、三ヶ月後には25坪のスペースで月商1500万円を売上げる繁盛店に成長させる。
現在は、ホテル、ヘリコプター、プライベートジェットと欲しいものを全て手に入れたカリスマ社長として、 テレビ・雑誌等のマスコミに多数出演。夢を叶えるための講演活動、 究極のホスピタリティーを実現するためのコンサルティング、若手の育成のために全国を駆け回っている。

## 店舗
ホテル
- 熱海温泉リラックスリゾートホテル

リラクゼーションスパ
- リラックスボディ熱海店

外食サービス
- Organic&Natural NINE
- 遊庵南越谷店
- 福ヤ麻布十番店
- 福ヤ南越谷店
- 福ヤ熱海店

## 著書
- 見えない空気を売る方法　出版社　こう書房　定価1,400円（税別）
- SADAKATA!STORY　ボクと社長の成功ワークショップ　出版社　ゴマブックス　定価1,300円（税別）
- SADAKATA!BIBLE　成功するためのレッスン9章　出版社　ゴマブックス　定価1,300円（税別）
- SADAKATA!　俺はこうして成り上がった　出版社　ゴマブックス　定価1,300円（税別）